# Shivers 2: Harvest of Souls
Shivers 2: Harvest of Souls est un jeu vidéo d'aventure développé et édité par Sierra On-Line, sorti en 1997 sur Windows.
Il fait suite à Shivers.

## Accueil
- Adventure Gamers : 3/5[1]
- AllGame : 4/5[2]